# Giả Hoa
Giả Hoa (chữ Hán:賈華; bính âm:Jia Hua) là một nhân vật hư cấu trong tiểu thuyết Tam Quốc diễn nghĩa của nhà văn La Quán Trung, trong tiểu thuyết này, Giả Hoa là một tướng của Tôn Quyền và đã hộ vệ cho Tôn Quyền trong trận Hợp Phì. Giả Hoa cũng là người đã nhận lệnh Tôn Quyền lên kế hoạch ám sát Lưu Bị ở chùa Cam Lộ khi Lưu Bị diện kiến Ngô quốc thái, Giả Hoa dẫn 300 đao phủ phục kích trong chùa chỉ chờ khi Tôn Quyền làm hiệu thì sẽ xông vào chém Lưu Bị ngay. Nhưng kế hoạch không thành công và bị Ngô quốc thái mắng chửi đòi giết, nhưng Lưu Bị đã xin tha cho Giả Hoa.

## Câu chuyện
Khi Ngô quốc thái chuẩn bị xem mặt Lưu Bị, Tôn Quyền không bằng lòng lắm, nhân đó Lã Phạm bày mưu rằng nên sai Giả Hoa phục sẵn ba trăm quân đao phủ ở hai bên hành lang và hễ thấy quốc thái có ý không bằng lòng, thì nổi một tiếng hiệu cho quân phục đổ ra mà trói Lưu Bị lại. Tôn Quyền y lời, bảo Giả Hoa sắp sẵn mọi việc đâu đấy, chỉ chờ xem ý quốc thái.
Hôm sau, Ngô quốc thái và Kiều quốc lão đến trước chùa Cam Lộ, vào nhà phương trượng ngồi chơi. Tôn Quyền dẫn một ban mưu sĩ cùng đến, sai Lã Phạm ra nhà khách mời Huyền Đức. Tuy kế hoạch như vậy nhưng sự việc lại vượt ra ngoài tầm kiểm soát của Tôn Quyền. Ngô quốc thái thấy dung mạo uy nghi của Lưu Bị thì rất thích cộng với Triệu Vân đã đi xem xét ngoài hành lang và phát hiện mai phục nên vào báo ngay. Lưu Bị đã cầu xin với Ngô quốc thái.
Ngô Quốc thái biết chuyện nổi giận hỏi Tôn Quyền chối không biết, gọi Lã Phạm ra hỏi, Lã Phạm lại đổ cho Giả Hoa. Giả Hoa đành phải nín lặng. Quốc thái sai tả hữu lôi ra chém. Huyền Đức can rằng: "Trong việc vui mừng không nên chém đại tướng. Nếu chém đại tướng thì việc kết thân sẽ bất lợi, Bị này khó lòng ở đây lâu để hầu hạ quốc thái". Kiều lão công cũng khuyên can. Quốc thái mới mắng đuổi Giả Hoa ra. Quân đao phủ, tên nào tên nấy ôm đầu lủi thủi chạy cả.

## Trong phim truyền hình
Bộ phim truyền hình Tam Quốc diễn nghĩa năm 1994 của Trung Quốc cũng có mô tả cảnh này giống như nguyên tác nhưng có khác chi tiết là Tôn Quyền dặn Giả Hoa sẽ ném ly rượu làm hiệu thì sẽ xông vào giết Lưu Bị. Sau đó Lưu Bị báo với Ngô quốc thái, Ngô quốc thái không ngờ lại có người giám mưu giết Lưu Bị, trong lúc nóng giận ném ly rượu xuống đất. Giả Hoa ở ngoài không rõ đầu đuôi câu chuyện tưởng là Tôn Quyền ra hiệu bèn cùng với thủ hạ tuốt gươm ập vào, điều đó khiến Ngô quốc thái càng nổi dận hơn và đòi chém.